# Ladykirk Stone
Der Ladykirk Stone (auch St. Magnus Boat genannt) liegt im Hinterzimmer der St Mary’s Church an der Straße A961 zum Burwick Pier auf der Orkneyinsel South Ronaldsay in Schottland.
Der Stein ist auch unter den Begriffen Coronation Stone (deutsch „Krönungsstein“), Stone of Destiny (deutsch „Stein der Vorsehung“) oder gälisch Lia Fáil bekannt. Der Stein ist mit zwei Fußabdrücken versehen, solche „Petrosomatoglyphen“ spielten im irisch-schottischen Krönungsritual eine Rolle. Entweder hat seine Existenz zum Bau der Kirche geführt, oder er wurde für die Kirche aus Schottland oder Nordirland hierher geholt.

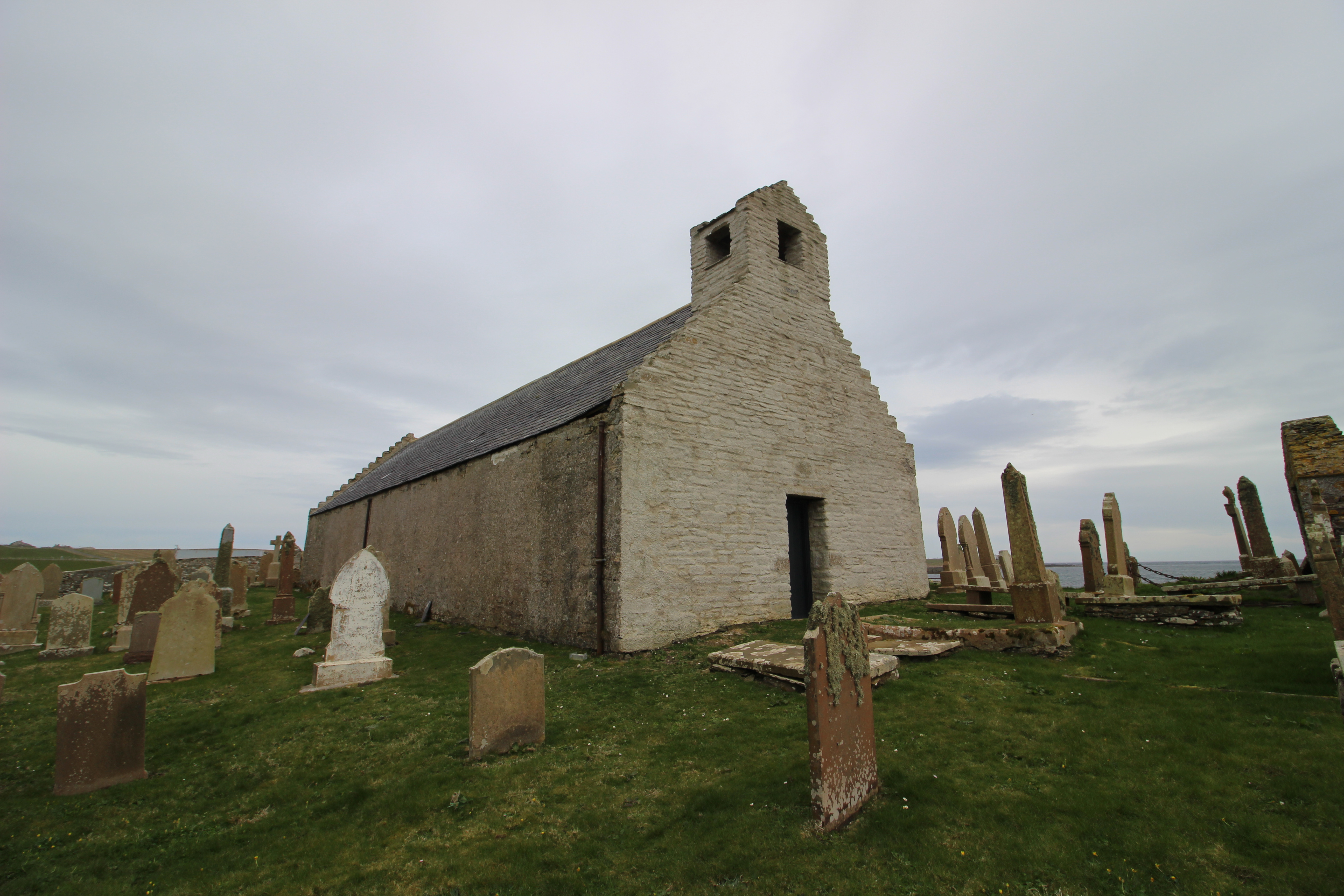
St Mary’s Church

Der Stein misst etwa 1,2 × 0,5 × 0,28 m und die beiden etwa 2,5 cm tiefen fußsohlenartigen Vertiefungen messen etwa 20,0 × 9,0 cm. Der Ladykirkstein mit seiner leichten Schaukelbewegung könnte von einem orkadischen Unterkönig mit Landbesitz in Caithness verwendet worden sein.

## Legenden
Der erste legendäre Bericht über den Ladykirk-Stein stammt von einem „Gallus-Priester“ (der römischen Tradition), der von einem „Seemonster“ gerettet worden sei. Aus Dankbarkeit habe er es in diesen Stein verwandelt und der Kirche St. Mary gewidmet. Dieser Bericht könnte aus dem 11. Jahrhundert stammen, aber die früheste bekannte sichere Erwähnung ist eine Karte aus dem Jahr 1654, welche die vermutlich aus dem 9. Jahrhundert stammende St.-Colm’s-Kapelle an der Nordseite der Straße zeigt. Ursprünglich lag der Stein außerhalb der Ladykirk. Später entstand eine andere Variante der Geschichte und der Stein wurde St. Magnus Boat genannt. Auf dem schottischen Festland galt der Stein als ein Drache, der von St. Magnus versteinert worden sei.

## Kontext
Es gibt mehrere Steine dieser Art. In einem Schreiben aus der zweiten Hälfte des 16. Jahrhunderts bemerkt der englische Dichter Edmund Spenser, dass er in Irland viele „Fußabdruck-Steine“ gesehen habe. Der berühmteste war der Lia Fáil, der „Stein des Schicksals“, der beim religiös-spirituellen Zentrum Irlands in Tara steht. Er war einer der Schätze, die von den Túatha Dé Danann nach Irland gebracht worden sein sollen. Dieser Stein soll zu schreien begonnen haben, wenn der wahre König auf ihn trat.
Der „Sandwick King Stone“ ist ein weiterer Stein auf Orkney, der mit der Inauguration verbunden wird. Auf den Shetlands finden sich Fußabdrücke am Broch von Clickhimin. Eine Felsplatte auf dem Gipfel von Dunadd trägt den Abdruck einer in den Fels gehauenen Fußsohle. Der Fußabdruck ist 27 cm lang, fast 11 cm breit und 2,5 cm tief. Es wird vermutet, dass der König von Dalriada nach irischer Tradition durch das Setzen seines Fußes in die felsige Nachbildung geweiht wurde.